# La Pucelle

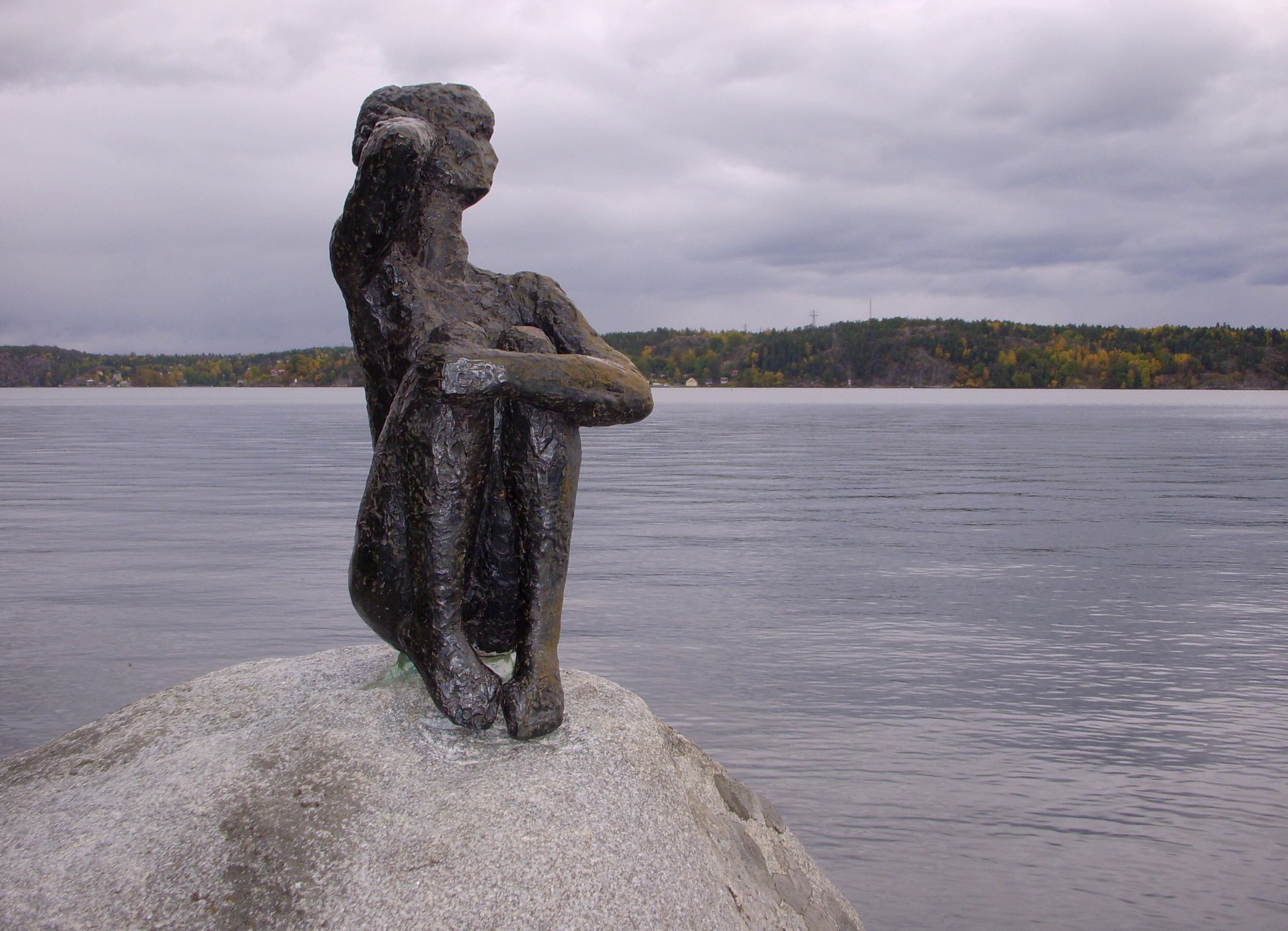
La Pucelle, Lidingö, oktober 2009.

La Pucelle, även kallad Den lilla havsfröken, är en skulptur av konstnären Liss Eriksson på Lidingö.
La Pucelle (franska för “jungfru”) restes 1950 vid strandpromenaden längs södra Lidingö. Jungfrun sitter på en  klippsten och blickar ut över Lilla Värtan. Skulpturen påminner om Den lille havfrue i Köpenhamn, skapad av den danske skulptören Edvard Eriksen, varför La Pucelle även kallas “Den lilla havsfröken”. Den sittande jungfrun på Lidingö har även vissa likheter med Erikssons skulpturer Élaine på Blasieholmen och Oskuld i Västertorps skulpturpark.